# Nani Jiménez
Nani Jiménez (València, 9 de desembre de 1981) és una actriu i model valenciana. Nani Jiménez ha treballat com a model en algunes campanyes publicitàries i ha participat en diverses pel·lícules de cinema: 3 días, Barby Killers, Lo que tiene el otro i pel·lícules per a televisió, com El cas de la núvia dividida i El meu últim estiu amb Marian. Va aconseguir certa popularitat en interpretar un paper en la sèrie L'Alqueria Blanca de la televisió valenciana Canal Nou, on interpreta Asun Falcó. En 2009 es va incorporar a la sèrie de televisió El Internado d'Antena 3, en la seua sisena temporada. Va romandre en la sèrie des de finals de la sisena temporada fins a la setena, quan va finalitzar. En 2011 s'incorporà al repartiment de la 20 temporada d'Hospital Central.

## Filmografia

### Televisió
- El cas de la núvia dividida (2006)
- El meu últim estiu amb Marian (2007)
- L'Alqueria Blanca (2007-2009)
- El internado (2009-2010)
- Seis motivos para dudar de tus amigos (2011)
- Hospital Central (2011)
- Carmina (2012)
- Isabel (2013)

### Cinema
Llargmetratges
- Lo que tiene el otro, 2007
- Tres días, 2008
- Sexykiller, morirás por ella, 2008
- Entre dos regnes, 2011

Curtmetratges
- Un reflejo de ti, 2012

### Dobladora
- Victorious (2010-present)